# Ghiacciaio Packard
Il ghiacciaio Packard è un ghiacciaio lungo circa 7 km situato nella regione centro-occidentale della Dipendenza di Ross, in Antartide. Il ghiacciaio, il cui punto più alto si trova a circa 1200 m s.l.m., si trova in particolare nella regione orientale della dorsale St. Johns, dove fluisce verso sud, costeggiando il versante occidentale del picco Purgatory e scorrendo lungo il versante nord-orientale della valle Victoria, senza però arrivare sul fondo della valle ma alimentando, durante il suo scioglimento estivo, alcuni dei laghi glaciali situati sul fondo di questa.

## Storia
Il ghiacciaio Packard è stato mappato dai membri della spedizione Terra Nova, condotta dal 1910 al 1913 e comandata dal capitano Robert Falcon Scott, ma è stato così battezzato solo in seguito dai membri della spedizione di ricerca antartica svolta dalla Università Victoria di Wellington nel 1958-59 in onore di Andrew Packard, un biologo che fece parte della squadra neozelandese della Spedizione Fuchs-Hillary, condotta nel 1955-1958.